# Wild Is the Wind
 Wild Is the Wind és una pel·lícula estatunidenca dirigida per George Cukor, estrenada el 1957.

## Argument
Un pròsper immigrant que posseeix un ranxo a Nevada, en quedar vidu, fa venir d'Itàlia a la seva cunyada per casar-se amb ella, amb l'esperança que la nouvinguda sigui com la seva dona. Però la nova esposa, frustrada i despitada, es refugia als braços de l'atractiu fill del seu marit.

## Repartiment
- Anna Magnani: Gioia
- Anthony Quinn: Gino
- Anthony Franciosa: Bene
- Joseph Calleia: Alberto
- Dolores Hart: Angela
- Lili Valenty: Teresa
- James Flavin: Wool Buyer

## Premis i nominacions

### Premis
- 1958: Os de Plata a la millor interpretació femenina per Anna Magnani[1]
- 1958: Premi David di Donatello a la millor actriu italiana per Anna Magnani

### Nominacions
- 1958: Os d'or al Festival Internacional de Cinema de Berlín per George Cukor
- 1958: Oscar al millor actor 1958 per Anthony Quinn
- 1958: Oscar a la millor actriu per Anna Magnani
- 1958: Oscar a la millor cançó original per Dimitri Tiomkin (música) i Ned Washington (lletra) per la cançó "Wild Is the Wind"
- 1958: Globus d'Or a la millor pel·lícula dramàtica
- 1958: Globus d'Or a la millor actriu dramàtica per Anna Magnani
- 1959: BAFTA a la millor actriu per Anna Magnani